# 665 г. пр.н.е.

## Събития

### В Азия

#### В Асирия
- Цар на Асирия е Ашурбанипал (669/8 – 627 г. пр.н.е.).[1]
- Шамаш-шум-укин (668 – 648 г. пр.н.е.) е цар на Вавилон и управлява като подчинен на своя брат Ашурбанипал.[2]

#### В Елам
- Цар на Елам e Уртаку (675 – 664 г. пр.н.е.).[3]

### В Африка
- Прогоненият от асирийците фараон на Египет Тахарка (690 – 664 г. пр.н.е.) вероятно остава в Куш, неспособен да се завърне в Долен Египет и където умира през следващата година.[4]